# Dave Prater
David Prater, detto Dave (Ocilla, 9 maggio 1937 – Sycamore, 9 aprile 1988), è stato un cantante, musicista e ballerino statunitense noto per aver fatto parte tra il 1961 e il 1981 del più importante duo soul di sempre, Sam & Dave, in coppia con Sam Moore.

## Biografia
Settimo di dieci figli, nacque a Ocilla, in Georgia, dove crebbe cantando musica gospel nel coro della chiesa, e fu a lungo membro del gruppo gospel Sensational Hummingbirds, in cui cantò con il fratello maggiore, J. T. Prater. 
Dave incontrò il suo futuro partner artistico, Sam Moore, al King of Hearts Club di Miami nel 1961, firmando poco dopo un contratto per la Roulette Records. Nacque così il duo Sam & Dave, con sei singoli pubblicati per la Roulette, tra cui due canzoni che Prater scrisse insieme a Moore. Prater era solitamente il cantante principale in questi dischi.
Il duo fu messo sotto contratto alla fine del 1964 da Jerry Wexler con la Atlantic Records, tramite un accordo che consentiva loro di registrare a Memphis con la Stax Records. I loro primi due singoli non entrarono in classifica, ma il singolo del duo del novembre 1965, You Don't Know Like I Know, diede inizio a una serie di dieci successi R&B consecutivi nella top twenty di Billboard, tra cui Hold On, I'm Comin (1966), You Got Me Hummin (1966), When Something Is Wrong with My Baby (1967), Soul Man (1967) e I Thank You (1968). A partire da Hold On, I'm Comin, Moore fu la voce solista (prima strofa e voce solista nel ritornello) nella maggior parte delle loro registrazioni. Prater cantò la prima strofa solista da tenore nella loro unica ballata che divenne un singolo di successo, When Something Is Wrong with My Baby, dimostrando un'impressionante estensione vocale nel registro superiore.
Tutti i loro più grandi successi furono scritti e prodotti da Isaac Hayes e David Porter, che lavorarono come autori di canzoni per la Stax. Le incisioni Stax di Sam & Dave fino al 1967 sono state realizzate dal fondatore e comproprietario della Stax Jim Stewart, che ha creato il "suono Memphis" alla Stax registrando sessioni essenzialmente dal vivo in una sola ripresa. 
Sam & Dave furono inseriti nella Rock & Roll Hall of Fame. Vincitori del Grammy Award e di diversi Dischi d'oro, sono ancora oggi il più acclamato e riconosciuto duo della storia della musica soul. Durante il loro periodo di maggior fortuna (1966-1968) solo Aretha Franklin fu in grado di superare i loro successi nelle classifiche R&B.
Il duo si sciolse nel 1981. Dave morì nel 1988 in un incidente d'auto. 